# Antoine-Laurent de Jussieu

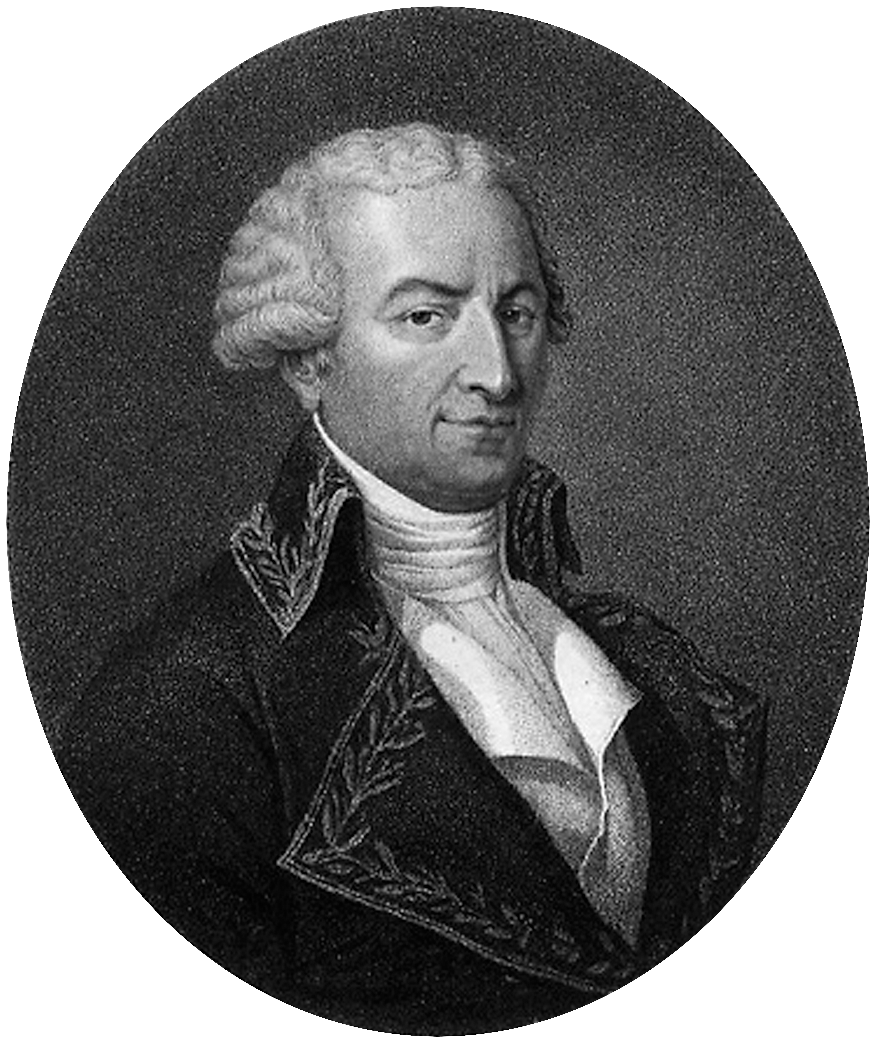
Antoine-Laurent de Jussieu

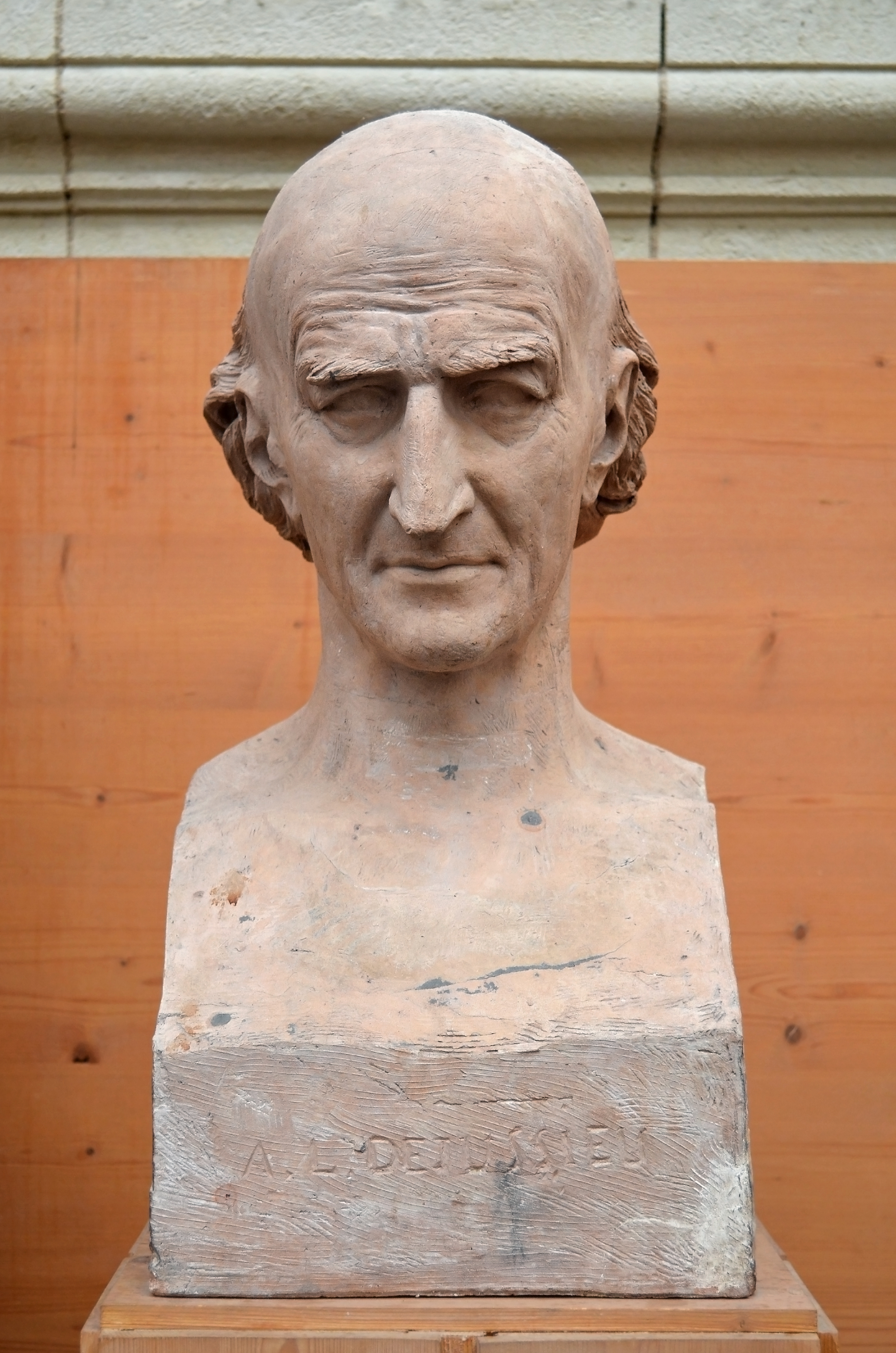
Antoine-Laurent de Jussieu, Büste erstellt von David d’Angers (1837)

Antoine-Laurent de Jussieu (* 12. April 1748 in Lyon; † 17. September 1836 in Paris) war ein französischer Botaniker. Sein offizielles botanisches Autorenkürzel lautet „Juss.“ Sein Hauptwerk ist das 1789 erschienene Genera Plantarum, in dem er ein natürliches Pflanzensystem begründete. Sein Sohn Adrien de Jussieu war ebenfalls Botaniker und übernahm 1826 die Leitung des Jardin des Plantes.

## Leben und Wirken
Antoine-Laurent de Jussieu war ein Sohn des Apothekers Christophe de Jussieu (1685–1758), der ältere Bruder von Antoine, Bernard sowie Joseph de Jussieu. 1765 zog er nach Paris um, um unter der Obhut seines Onkels Bernard de Jussieu am Jardin du Roi seine Studien fortzusetzen. An der medizinischen Fakultät der Universität Reims legte Jussieu am 14. April 1769 und 29. November 1769 zwei Arbeiten vor, die schließlich am 1. Dezember 1769 mit der Verteidigung der Schrift An quinque medicinae partes medico necessariae unter Henri-Jacques Macquart (1726–1768) in seinem Abschluss als Doktor der Medizin mündeten. Nach Paris zurückgekehrt wählte Louis Guillaume Le Monnier ihn 1770 zu seinem Stellvertreter am Lehrstuhl für Botanik am Jardin du Roi. Gleichzeitig setzte Jussieu seine Studien an der medizinischen Fakultät der Universität von Paris fort. Dort trug er zunächst am 22. November 1770 unter Charles-Jacques-Louis Coquereau (1744–1796) eine „thèse quodlibétaire“ vor, in der er Tier- und Pflanzenphysiologie miteinander verglich. Am 30. Januar 1772 unter François Thiery und am 10. März 1772 unter Anne-Charles Lorry verteidigte Jussieu die für eine Promotion notwendigen Vorarbeiten, die er am 7. Oktober 1772 erlangte.
Antoine-Laurent de Jussieus erste botanische Schrift aus dem Jahr 1773 beschäftigte sich mit einer Neubewertung der Taxonomie der Hahnenfußgewächse (Ranunculaceae). In ihr entwickelte er allgemeine Ideen zu einer neuen Pflanzensystematik. 1774 beschrieb er in einem Aufsatz die neue, im Jardin du Roi angewandte, Anordnung der Pflanzen, die im Wesentlichen der 1758 durch seinen Onkel Bernard im Garten von Petit Trianon angewandten entsprach. Außerdem setzte er sich darin mit der taxonomischen Ordnung oberhalb der Rangstufe der Pflanzenfamilie auseinander. 1777 wurde er Nachfolger seines Onkels Bernard de Jussieu als Unterdemonstrator („sous-démonstrateur de l’extérieur des plantes“) am Jardin du Roi. In den folgenden Jahren untersuchte Jussieu das im Jardin du Roi und dessen Herbarium verfügbare Pflanzenmaterial. Er nutzte ebenfalls die durch Philibert Commerson in den Tropen gesammelten Pflanzen, hatte Zugriff auf Teile der Sammlung von Joseph Banks und pflegte Kontakt zu James Edward Smith, der Carl von Linnés Herbarium erworben hatte. Ergebnis dieser Untersuchungen war sein 1789 veröffentlichtes Werk Genera Plantarum. Darin verknüpfte Jussieu seine Beschreibungen der Pflanzengattungen anhand einer Vielzahl korrelatierender Merkmale zu einer natürlichen Pflanzensystematik, die innerhalb weniger Jahrzehnte das linnésche System ablöste. Zu den aktivsten Befürwortern des von Jussieu entwickelten Systems gehörten Robert Brown und Augustin-Pyrame de Candolle.
Während der Französischen Revolution war Antoine-Laurent de Jussieu von 1790 bis 1792 Gemeindevertreter und Verwalter der Krankenhäuser und Hospize. Nach der 1793 erfolgten Gründung des Muséum national d’histoire naturelle wurde er auf den Lehrstuhl für Botanik berufen und 1800 Nachfolger von Louis Jean-Marie Daubenton als Direktor des Museums. In dieser Funktion lernte Jussieu Alexander von Humboldt, der ein Zitat von ihm seinen „Aphorismen aus der chemischen Physiologie der Pflanzen“ von 1794 vorangestellt hatte, persönlich kennen. Ab 1804 war Jussieu als Nachfolger von Bernard Peyrilhe (1737–1804) Professor für Materia medica. Auf königliche Anordnung musste er diesen Posten 1823 für Jacques Clarion (1776–1844) räumen. Als ihm 1830 der Lehrstuhl erneut angeboten wurde, lehnte Jussieu ab und die Professur ging an Achille Richard.
Jussieu schrieb eine Reihe von Beiträgen für das von 1816 bis 1830 veröffentlichte Dictionnaire des sciences naturelles.

## Mitgliedschaften und Ehrungen
Am 22. März 1773 wählte ihn die Académie des sciences als Nachfolger von Michel Adanson als „Adjoint botaniste“ zu ihrem Mitglied. Am 22. Dezember 1782 rückte er erneut für Adanson als „Associé botaniste“ nach und war nach der Reorganisation vom 23. April 1785 „Associé de la classe de botanique et agriculure“. Am 26. Februar 1786 wurde Jussieu als Ersatz für den verstorbenen Jean-Étienne Guettard „Pensionnaire de la classe de botanique et agriculure“. 1790 war Antoine-Laurent de Jussieu stellvertretender Direktor und 1791 Direktor der Académie des sciences. Am 9. Dezember 1795 wurde er zum „Membre résidant“ der Sektion „Botanique et physique vetegable“ der 1. Klasse des Institut National des Sciences et Arts gewählt. Von 1798 bis 1799 war Jussieu während des ersten Semesters Präsident dieser Klasse. 1807 wurde er zum auswärtigen Mitglied der Göttinger Akademie der Wissenschaften gewählt.
Am 27. Dezember 1820 wurde er als Ehrenmitglied in die Académie Royale de Médecine gewählt. Die Royal Society nahm ihn am 29. Januar 1829 als auswärtiges Mitglied auf. Der Asteroid (9470) Jussieu wurde ihm und Bernard, Joseph und Adrien-Henri-Laurent de Jussieu zu Ehren benannt.

## Schriften (Auswahl)
Thesen

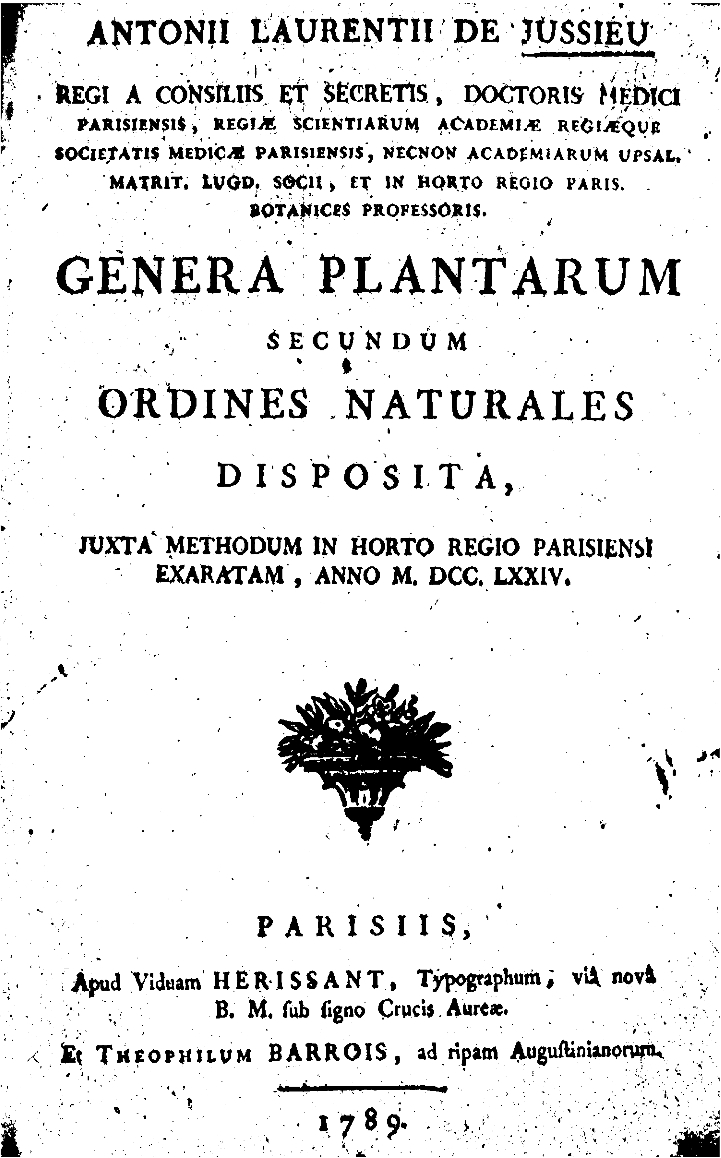
Titelseite von Jussieus 1789 veröffentlichtem Hauptwerk Genera Plantarum

- An generatio natura arcanum. Jeunhomme, Reims 1769.
- An casti rarius aegrotant facilius curantur. Reims 1769.
- An quinque medicinae partes medico necessariae. Reims 1769.
- An oeconomiam animalum inter et vegetalem analogía? Quillau, Paris 1770.
- An inveteratis alvi fluxibus simarouba. Quillau, Paris 1772.
- Herbis, an ferro promptior tutiorque abscessuum a congestione curatio. Quillau, Paris 1772.
- An morbi epidemici frequentius saeviant in urbibus? in ruri?

Schriften
- Examen de la famille des Renoncules. In: Histoire de l'Académie Royale des Sciences. Année 1773. Paris 1777, S. 214–240 (Digitalisat).
- Exposition d’un nouvel ordre de plantes adopte dans les demonstrations du jardin royal. In: Histoire de l'Académie Royale des Sciences. Année 1774. Paris 1777, S. 175–197 (Digitalisat).
- Genera Plantarum, secundum ordines naturales disposita juxta methodum in Horto Regio Parisiensi exaratam. Paris 1789 (online).
  - Zürich 1791 (Digitalisat).
- Notice Historique sur le Museum d’Histoire Naturelle. In: Annales du Museum d’Histoire Naturelle. Paris 1802–1808:
  - Teil 1: Band 1, 1802, S. 1–14 (Digitalisat).
  - Teil 2: Band 2, 1803, S. 1–16 (Digitalisat).
  - Teil 3: Band 3, 1804, S. 1–17 (Digitalisat).
  - Teil 4: Band 4, 1804, S. 1–19 (Digitalisat).
  - Teil 5: Band 6, 1805, S. 1–20 (Digitalisat).
  - Teil 6: Band 11, 1808, S. 1–41 (Digitalisat).
- Mémoire sur les caractères généraux de familles tirés des graines, et confirmés ou rectifiés par les observations de Gautner.  Paris 1804–1819:
  - In: Annales du Museum d’Histoire Naturelle. Paris 1804–1813:
    - Teil 1: Band 5, 1804, S. 216–228 (Digitalisat).
    - Teil 2: Band 5, 1804, S. 246–265 (Digitalisat).
    - Teil 3: Band 5, 1804, S. 417–429 (Digitalisat).
    - Teil 4: Band 6, 1805, S. 307–324 (Digitalisat).
    - Teil 5: Band 7, 1806, S. 373–392 (Digitalisat).
    - Teil 6: Band 8, 1806, S. 170–186 (Digitalisat).
    - Teil 7: Band 10, 1807, S. 307–332 (Digitalisat).
    - Teil 8: Band 12, 1808, S. 285–303 (Digitalisat).
    - Teil 9: Band 16, 1810, S. 169–180 (Digitalisat).
    - Teil 10: Band 18, 1811, S. 472–487 (Digitalisat).
    - Teil 11: Band 20, 1813, S. 459–468 (Digitalisat).

  - In: Mémoires du Muséum d'histoire naturelle. Paris 1815–1819:
    - Teil 12: Band 2, 1815, S. 436–443 (Digitalisat).
    - Teil 13: Band 3, 1817, S. 436–448 (Digitalisat).
    - Teil 13: Band 5, 1819, S. 226–248 (Digitalisat).
    - Anmerkung: Band 5, 1819, S. 247–248 (Digitalisat).
- Sur la famille des plantes Rubiacées. Paris 1820.
  - = Sur la famille des plantes Rubiacées. In: Mémoires du Muséum d'histoire naturelle. Band 6, Paris 1820, S. 365–409 (Digitalisat).
- Principes de la méthode naturelle des végétaux. Paris 1824 (Digitalisat).
  - = Méthode Naturelle des Végétaux. In: Dictionnaire des Sciences Naturelles. Band 30, Straßburg / Paris 1824, S. 426–468 (Digitalisat).

Postum
- Introductio in historiam plantarum. In: Annales des Sciences Naturelles. Botanique. 2. Folge, Band 8, 1837, S. 97–160 und S. 193–239 (Digitalisat).